# La Zandunga (película)
La Zandunga es una película mexicana de drama romántico de 1937, dirigida por Fernando de Fuentes y protagonizada por Lupe Vélez y Arturo de Córdova. Esta es la primera película en español de la legendaria actriz, bailarina y vedette Lupe Vélez conocida como "La Mexicana que escupía fuego", tras varios años de popularidad en Hollywood, teniendo como galán al, entonces llamado, "Locutor de las Elegancias", Arturo de Córdova. 

## Sinopsis
La historia se desarrolla en un pequeño pueblo del Istmo de Tehuantepec, en Oaxaca, México. Lupe es una joven bella y alegre que destaca del resto de las habitantes del lugar y despierta la admiración de los hombres. Una noche ella conoce al marino Juancho y se enamora de él. Juancho debe partir a Veracruz, prometiéndole regresar en un tiempo para casarse. Al paso de los meses y ante la ausencia de Juancho, Lupe acepta comprometerse con otro muchacho al que no quiere.

## Reparto
- Lupe Vélez como Lupe.
- Arturo de Córdova como Juancho.
- Joaquín Pardavé como don Catarino.
- María Luisa Zea como Marilú.
- Rafael Falcón como Ramón.
- Carlos López "Chaflán" como el secretario.